# Boniface IV av Monferrato
Boniface IV av Monferrato, född 1512, död 1530, var en italiensk länsherre. Han var regerande markis i Monferrato 1518-1530. 